# Interdiocesane Commissie voor Liturgische Zielzorg
De Interdiocesane Commissie voor Liturgische Zielzorg (ICLZ) werd in juli 1958 opgericht door de Belgische bisschoppen met het oog op de bevordering en ondersteuning van de liturgische pastoraal in de bisdommen. Ze bestaat uit vertegenwoordigers uit de Belgische kerkprovincie en heeft zowel Nederlandstalige en een Franstalige afdeling. Het secretariaat is gevestigd in het Interdiocesaan Centrum, te Brussel.
De opdracht van het ICLZ bestaat uit
- de vertaling en uitgave van de liturgische boeken
- het aanreiken van concrete suggesties voor vieringen
- contact onderhouden met de diocesane liturgische commissies
- het stimuleren van de liturgische pastoraal in Vlaanderen

De commissie wordt voor bepaalde werkterreinen bijgestaan door aparte werkgroepen: de Werkgroep Kerkmuziek, de Werkgroep Homiletische suggesties en de redactie van het liturgisch tijdschrift Zacheüs.
De huidige voorzitter van de Vlaamse afdeling is Jozef De Kesel, bisschop van Brugge.  Algemeen secretaris is Joris Polfliet.  Voor hem nam Peter D'Haese O.P. meer dan veertig jaar deze functie waar.
De Franstalige afdeling staat sinds 2011 onder leiding van secretaris-generaal Patrick Willocq (°1962), priester van het bisdom Doornik. Hij volgde zijn Naamse confrater André Haquin op.